# Венесуэльско-испанские отношения
Венесуэльско-испанские отношения — двусторонние дипломатические отношения между Венесуэлой и Испанией.

## История

### Колониальные времена
В 1499 году испанская экспедиция во главе с Алонсо де Охеда проходя вдоль северного побережья Южной Америки дала название заливу «Венесуэла» («маленькая Венеция» на испанском языке) из-за географического сходства с расположением знаменитого итальянского города. В 1522 году началась испанская колонизация материковой части Венесуэлы. Испанская империя основала своё первое постоянное южноамериканское поселение на месте современного города Кумана. Когда испанские колонисты начали прибывать в Венесуэлу индейцы в основном занимались сельским хозяйством и охотой вдоль побережья, Андах и реки Ориноко. В 1527 году был основан город Коро Хуаном Мартинесом де Ампиесом, первым губернатором Провинции Венесуэла. До 1546 года Коро был столицей провинции Венесуэла, а затем стал город Эль-Токуйо (с 1546 по 1577 год). В 1577 году столица провинции была перенесена в Каракас Хуаном де Пиментелем.
C 1528 по 1546 год Кляйн-Венедиг был самой значительной частью немецкой колонизации Америки, в которой Вельзеры из Аугсбурга получили право на управление Провинцией Венесуэла от Карла V, императора Священной Римской империи. В этот период времени продолжались поиски легендарного золотого города Эльдорадо. Первоначально поиски возглавлял Амброзиус Эхингер, который основал город Маракайбо в 1529 году. После смерти Эхингера в 1533 году, а затем его преемников Николауса Федермана и Георга фон Шпеера в 1540 году, Филип фон Хуттен продолжил исследования в глубь Венесуэлы, но его долгое отсутствие породило кризис в провинции. В 1546 году после возвращения из экспедиции Филип фон Хуттен прибыл в столицу Коро, но испанский губернатор Хуан де Карвахал распорядился казнить его и Бартоломея VI, а затем Карл V отобрал у Вельзеров право на управление провинцией Венесуэла.

### Война за независимость
В 1808 году слухи о катастрофическом положении Испании во время Наполеоновских войн достигли Латинской Америки, но только 19 апреля 1810 года Кабильдо (городской совет) Каракаса решил следовать примеру других испанских провинций и объявить о независимости. 5 июля 1811 года семь из десяти провинций Генерал-капитанства Венесуэла объявили о своей независимости, одобрив Декларацию независимости Венесуэлы. Первая Венесуэльская республика прекратила своё существование в 1812 году, что стало следствием катастрофического землетрясения в Каракасе и битвы за Ла-Викторию. Симон Боливар возглавил «Восхитительную кампанию» с целью вернуть Венесуэлу, он провозгласил создание Второй Венесуэльской республики в 1813 году, но она просуществовала недолго из-за внутренних беспорядков и сторонников испанской короны.
В декабре 1819 года в Сьюдад-Боливаре было объявлено о провозглашении Великой Колумбии независимой страной. В 1821 году под руководством Симона Боливара после двух лет войны, в результате которой погибла половина белого населения Венесуэлы, страна добилась независимости от Испании. Венесуэла, наряду с современными Колумбией, Панамой и Эквадором, была частью Великой Колумбии до 1830 года, а затем стала отдельной суверенной страной.

### Независимость
В 1846 году Испания и Венесуэла установили дипломатические отношения после подписания Договора о мире и дружбе. Во время гражданской войны в Испании (1936—1939) Венесуэла при президенте Элеасаре Лопесе Контрерасе поддерживала дипломатические отношения с генералом Франсиско Франко. С 1946 по 1958 год Венесуэла стала второй страной в мире по количеству испанских беженцев (после Аргентины), приняв на своей территории более 45 000 испанцев.
В октябре 1976 года король Испании Хуан Карлос I совершил официальный визит в Венесуэлу, что стало его первым из четырех посещений. В феврале 1999 года Уго Чавес стал президентом Венесуэлы, после чего венесуэльско-испанские отношения резко ухудшились. В марте 2010 года председатель правительства Испании Хосе Мария Аснар обвинил правительство Венесуэлы в поддержке, спонсировании и укрывании членов испанской террористической группировки ЭТА. В ноябре 2007 года во время Иберо-американского саммита в чилийском городе Сантьяго Уго Чавес во время своего выступления назвал бывшего председателя правительства Испании Хосе Марию Аснара «фашистом», на что король Испании Хуан Карлос I ответил Уго Чавесу по-испански: ¿Por qué no te callas? (Почему бы тебе не заткнуться?).
В 2014 году президентом Венесуэлы стал Николас Мадуро, но отношения с Испанией остались на низком уровне. В феврале 2017 года председатель правительства Испании Мариано Рахой вызвал посла Венесуэлы в Мадриде из-за того, что президент Николас Мадуро оскорбил Рахоя после просьбы освободить лидера оппозиции Венесуэлы Леопольдо Лопеса. В январе 2018 года правительство Венесуэлы объявило посла Испании персоной нон грата и выслало из страны, обвинив его во вмешательстве во внутренние дела государства.

## Торговля
В 2015 году объём товарооборота между странами составил сумму 1,1 млрд. евро. Экспорт Испании в Венесуэлу: продукты питания, автомобильные запчасти и электронное оборудование. Экспорт Венесуэлы в Испанию: нефть, рыба, алюминий, химические продукты, железо и какао. В Венесуэле представлены испанские интернациональные компании, такие как: Banco Bilbao Vizcaya Argentaria, Mapfre и Zara.

## Дипломатические представительства
- Венесуэла имеет посольство в Мадриде[9], а также генеральные консульства в Барселоне[10], Бильбао[11], Санта-Крус-де-Тенерифе[12] и Виго[13].
- У Испании имеется посольство в Каракасе[14].